# Eden, Sollefteå kommun
Eden är en kulturhistorisk by i Junsele socken i Sollefteå kommun. Byn ligger på en moränplatå med stor åkerareal, anor finns ända tillbaka till stenåldern. Merparten av byggnaderna är timrade och faluröda i 1800-talsstruktur och än idag är de flesta fortfarande välbevarade. Edens by är klassat som riksintresse för kulturmiljövården med gamla lador vilka renoverades som ett EU-projekt 1998.  

## Bilder

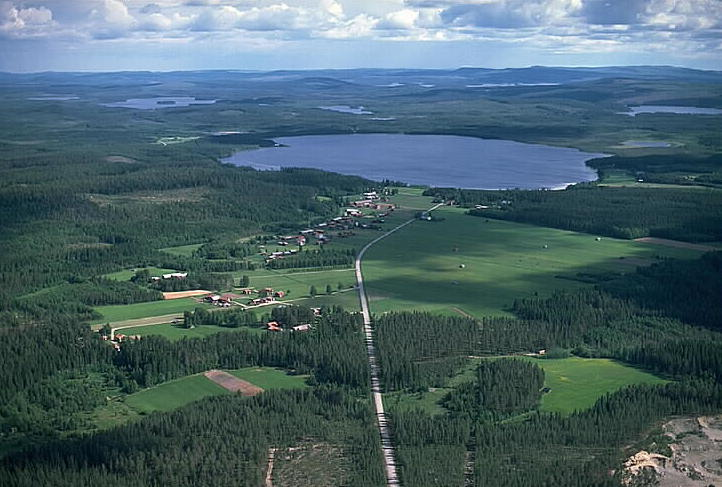
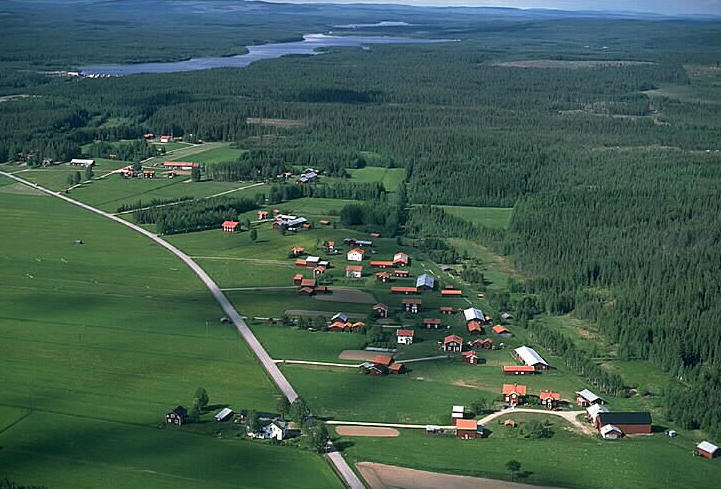